# سريمسكا (مقاطعة)
مقاطعة سريمسكا (بالكرواتية: Srijemska županija، وبالمجرية: Szerém vármegye)، كانت مقاطعة سابقة ضمن المملكة الكرواتية السلافونية؛ والتي كانت ضمن الجزء المجري ضمن الإمبراطورية النمساوية المجرية.